# Route nationale 66 (Inde)
Pour les articles homonymes, voir Route nationale 66.
La Route nationale 66 (en anglais : National Highway 66, sigle NH 66), une route nationale  en Inde qui commence à Panvel et se termine à Kânyâkumârî.

## Tracé
La route nationale 66 s'étend du nord au sud en longeant de la côte ouest de l'Inde, parallèlement aux Ghâts occidentaux.
La NH 66 relie Panvel, une ville au sud de Mumbai, à Cap Comorin (Kânyâkumârî), en traversant les États du Maharashtra, de Goa, du Karnataka, du Kerala et du Tamil Nadu,.
La route passe, entre-autres, par  les lieux suivants:
Maharashtra (475 km)
Panvel, Pen, Mangaon, Mahad, Poladpur, Khed, Chiplun, Sangameshwar, Ratnagiri, Lanja, Rajapur, Kankavli, Kudal, Sawantwadi, 
Goa (137 km)
Panaji, Margao, 
Karnataka (294 km)
Karwar, Ankola, Kumta, Honnavar, Manki, Murudeshwar, Bhatkal, Shiroor, Baindur, Uppunda, Navunda, Maravanthe, Hemmadi, Tallur, Kundapura, Koteshwar, Kota, Saligrama, Brahmavar, Udupi, Kapu, Padubidri, 
Mulki, Surathkal, Mangaluru, Thokottu, Ullal, Kotekar, Talapady
Kerala (678 km)
Uppala, Kasaragod, Kanhangad, Payyannur Pariyaram, Taliparamba, Dharmashala, Chovva, Dharmadam, Thalassery, Mahe, Vatakara, Payyoli, Koyilandi, Kozhikode, Ramanattukara, Tenhipalam, Kottakkal, Puthanathani, Valanchery, Kuttippuram, Thavanur , Ponnani, Chavakkad, Vadanappally, Kodungallur, Moothakunnam, North Paravur, Koonammavu, Varapuzha, Cheranallur, Edappally, Cochin, Cherthala, Alappuzha, Ambalapuzha, Haripad, Kayamkulam, Karunagappally, Chavara, Neendakara, Quilon, Mevaram, Kottiyam, Chathannoor, Kallambalam, Attingal, Kazhakkoottam, Thiruvananthapuram, Balaramapuram, Neyyattinkara, Parassala

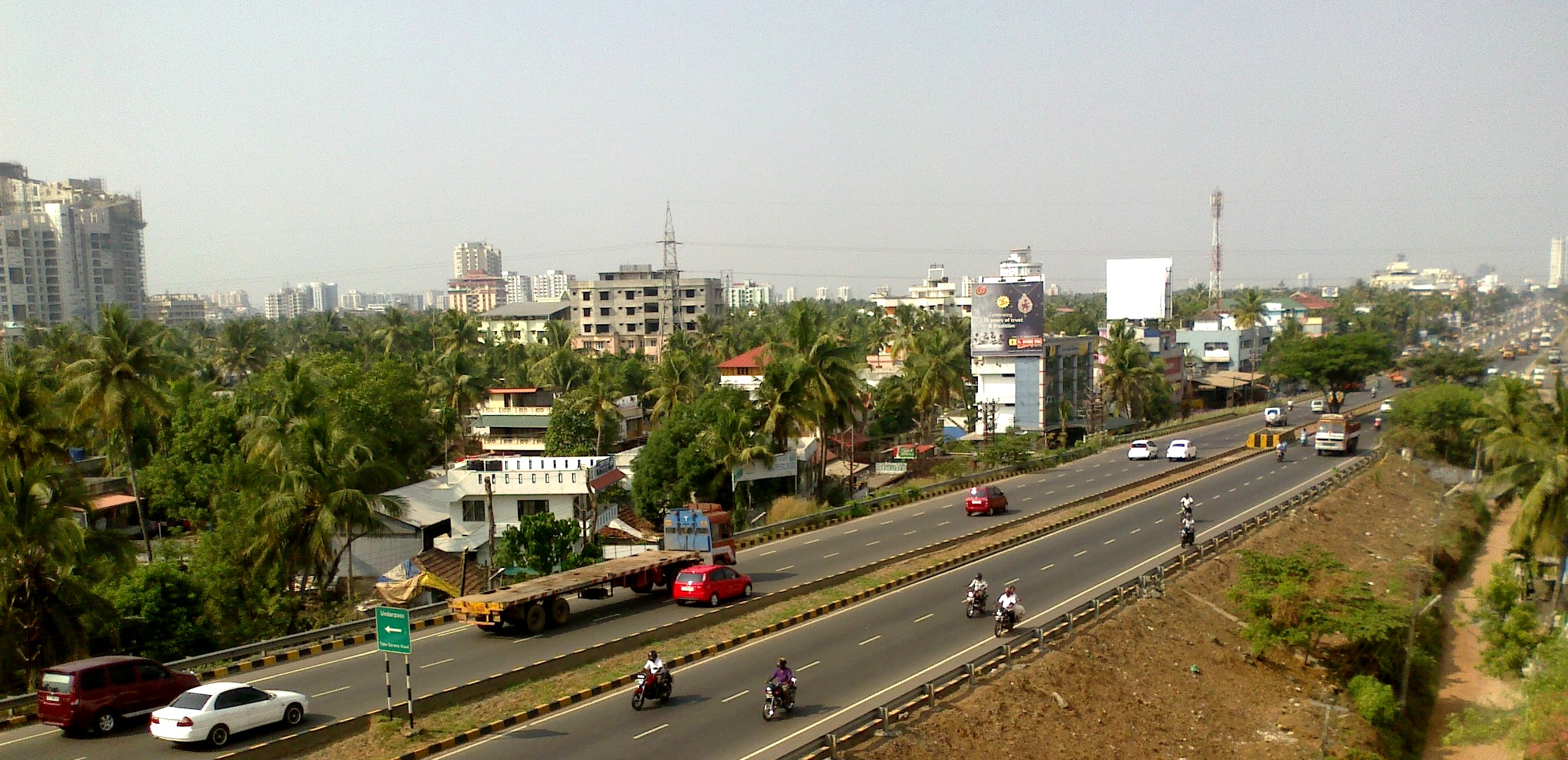
La NH 66 a Vytilla.

Tamil Nadu (56 km )
Marthandam, Nagercoil, Kanyakumari